# Za poslednej čertoj
Za poslednej čertoj (За последней чертой) è un film del 1991 diretto da Nikolaj Stambula.

## Trama
Il film racconta di un pugile che contatta una banda criminale e decide di oltrepassare la linea che prima non poteva oltrepassare.